# 24147 Stefanmuller
24147 Stefanmuller è un asteroide della fascia principale. Scoperto nel 1999, presenta un'orbita caratterizzata da un semiasse maggiore pari a 2,3710347 UA e da un'eccentricità di 0,1285334, inclinata di 6,65736° rispetto all'eclittica.